# Gió mùa Tây Nam

Hiện tượng thời tiết trên Trái Đất do tác dụng tương hỗ của ba loại hoàn lưu lớn mà sản sinh.

Gió mùa Tây Nam (chữ Anh: southwest monsoon) là gió mùa mùa hè thịnh hành ở khu vực Nam Á và Đông Nam Á, điển hình nhất là gió mùa mùa hè Ấn Độ. Gió tín phong đông nam bắt nguồn từ Ấn Độ Dương, sau khi vượt qua xích đạo, nó bị lực Coriolis ảnh hưởng làm chuyển hướng về phía tây nam, xuyên qua hải dương nhiệt đới, mang theo lượng lớn hơi nước, là nguồn giáng thuỷ chủ yếu của bán đảo Ấn Độ và khu vực Đông Nam Á. Đi về phía đông qua bán đảo Ấn Độ và vịnh Bengal, nó có thể ảnh hưởng đến khu vực Hoa Nam; khi gió mùa Tây Nam phát triển cường thịnh, nó cũng có thể đi sâu vào lưu vực sông Trường Giang.

## Hình thành và đặc điểm

### Hình thành

Bản đồ gió mùa Tây Nam ở Ấn Độ.

Gió mùa Nam Á, chủ yếu là do sự chuyển động theo mùa của đới gió tín phong gây ra, nhưng cũng bị ảnh hưởng bởi sự chênh lệch nhiệt lực giữa biển và đất liền, lấy gió mùa Nam Á làm ví dụ, đới gió tín phong mùa đông dịch chuyển về phía nam, áp thấp xích đạo dịch chuyển đến Nam Bán cầu, áp cao lạnh ở lục địa Á-Âu hoạt động mạnh, gió Đông Bắc ở phía nam áp cao trở thành gió mùa mùa đông ở phía nam châu Á. Đới gió tín phong mùa hè dịch chuyển về phía bắc, áp thấp xích đạo dịch chuyển đến Bắc Bán cầu, cộng thêm tác dụng của yếu tố nhiệt lực lục địa, trung tâm áp thấp xuất hiện ở bán đảo Ấn Độ. Tuy nhiên thời điểm này đang là mùa đông ở Nam Bán cầu, Úc là một khu vực có nhiệt độ thấp và khí áp cao, lực gradient khí áp là từ nam lên bắc, sau khi luồng không khí đến từ phía nam vượt qua xích đạo, chịu tác dụng của lực Coriolis ở Bắc Bán cầu, hình thành gió Tây Nam, đây chính là gió mùa mùa hè ở Nam Á.
Dưới ảnh hưởng của gió mùa, Nam Á khô vào mùa đông ẩm vào mùa hè, nhưng nó có sự khác biệt rõ ràng với gió mùa Đông Á, đó là gió mùa mùa hè Nam Á mạnh hơn gió mùa mùa đông. Điều này là do vào mùa đông, phía nam châu Á cách xa trung tâm áp cao Mông Cổ - Siberia, đồng thời bị cao nguyên Tây Tạng ngăn chặn, cộng thêm diện tích bán đảo Ấn Độ khá nhỏ, vĩ độ khá thấp, lực gradient khí áp giữa biển và đất liền khá yếu, do đó gió mùa mùa đông không mạnh. Trái lại, nhiệt độ không khí ở bán đảo Ấn Độ vào mùa hè vô cùng cao, là nơi trung tâm áp thấp nóng tồn tại, lực gradient khí áp giữa nó và áp cao á nhiệt đới ở Nam Bán cầu lớn, do đó gió mùa mùa hè Nam Á mạnh hơn gió mùa mùa đông.

### Đặc điểm
1. Chu kì đặc trưng biến đổi gió mùa Tây Nam là chu kì 41 ka và 23 ka;[3]
2. Sự vận chuyển hơi nước của gió mùa Tây Nam chủ yếu theo hướng vĩ độ;
3. Gió thịnh hành chủ yếu là gió Tây Nam, có đặc trưng rõ rệt là mùa mưa và mùa khô xen kẽ lẫn nhau;
4. Gió mùa Tây Nam thuộc gió mùa nhiệt đới, khu vực chủ thể của gió mùa Tây Nam nằm giữa 0° đến 30° vĩ bắc (tức là từ Quito đến New Orleans), có sẵn đặc điểm nhiệt độ quanh năm khá cao, là một nhánh hệ thống gió mùa có gió mùa mùa hè hoạt động mạnh mẽ, nó có mối quan hệ rất ít với hoàn lưu vĩ độ trung cao và hoạt động không khí lạnh đi kèm.

## Phạm vi ảnh hưởng
Trong một thời gian dài tới nay, khu vực chịu sự ảnh hưởng của gió mùa Đông Nam và gió mùa Tây Nam được công nhận rộng rãi là lấy đứt gãy Sông Hồng làm ranh giới, chia làm vùng khí hậu gió mùa Đông Nam do luồng không khí ấm ẩm Đông Nam đến từ vịnh Bắc Bộ, Tây Thái Bình Dương hình thành và vùng khí hậu gió mùa Tây Nam do luồng không khí ấm ẩm Tây Nam đến từ vịnh Bengal, Ấn Độ Dương, hoặc là trực tiếp lấy vị trí trung bình qua nhiều năm của front tĩnh Côn Minh làm ranh giới, phía tây là vùng gió mùa Tây Nam, cũng gọi là vùng gió mùa nhiệt đới Ấn Độ, phía đông là vùng gió mùa Đông Nam, tuy nhiên trong các nghiên cứu gần đây, đường phân chia ranh giới này được xác nhận lại rằng: vùng hội tụ hơi nước Thái Bình Dương và Ấn Độ Dương nằm ở khu vực Đông Á phía tây đến 97,50°Đ, phía đông đến 142,50°Đ. Trong vùng hội tụ hơi nước Thái Bình Dương và Ấn Độ Dương vào mùa hè, tỉ lệ đóng góp hơi nước ròng ở Thái Bình Dương có xu thế giảm dần từ tây lên bắc, quy luật phân dị địa vực của tỉ lệ đóng góp hơi nước ròng ở Ấn Độ Dương phức tạp hơn so với Thái Bình Dương, nhưng về cơ bản có xu thế giảm dần từ đông lên bắc; trong đó, ở tỉnh Vân Nam, hơi nước từ trong địa mạo dãy núi - thung lũng có tính đại biểu nhất, được đặc trưng bởi sơn hệ dọc và lũng sông, chủ yếu bắt nguồn từ Ấn Độ Dương. Nghiên cứu phát hiện, tỉ lệ đóng góp hơi nước ròng ở Ấn Độ Dương trong địa phận Vân Nam vào tháng 6 và 7, lớn hơn nhiều so với hơi nước từ Thái Bình Dương, địa phận Vân Nam chủ yếu vẫn chịu sự ảnh hưởng của gió mùa Tây Nam. Tháng 8, tỉ lệ đóng góp hơi nước ròng ở Thái Bình Dương trong địa phận Vân Nam dần vượt qua hơi nước từ Ấn Độ Dương.

## Chú ý
1. ↑  Gió mùa mùa hè (chữ Anh: Summer Monsoon), là gió thịnh hành thổi từ biển - đại dương vào đất liền vào mùa hè ở khu vực gió mùa. Bởi vì, trên lục địa châu Á chịu sự kiểm soát của áp thấp nóng cực kì to lớn vào mùa hè, trên biển - đại dương là khí áp cao, luồng không khí thổi từ vùng áp cao sang vùng áp thấp. Gió mùa mùa hè chính là gió thổi từ hải dương vào đất liền, mang lượng lớn hơi nước, hình thành giáng thuỷ phong phú.

Gió mùa là do chênh lệch nhiệt độ giữa hải dương và đất liền vào mùa hè mà gây ra. Vào mùa hè, lục địa ấm nhanh hơn so với hải dương, bầu trời ngoài hải dương hình thành áp cao, bầu trời trong đất liền hình thành áp thấp, luồng không khí thồi từ hải dương vào đất liền. Đến mùa đông thì ngược lại, luồng không khí thổi từ đất liền ra hải dương. Hiện tượng gió thịnh hành tại một khu vực nào đó tuỳ mùa mà thay đổi rõ rệt thì ta gọi là gió mùa, gió thổi từ hải dương vào đất liền vào mùa hè gọi là gió mùa mùa hè.
2. ↑  Cao nguyên Tây Tạng (chữ Anh: Tibetan Plateau) là một bộ phận của cao nguyên Thanh Tạng, phạm vi là khu vực nằm giữa phía nam dãy núi Côn Lôn, phía bắc dãy núi Himalaya, phía tây giáp dãy núi Karakoram và phía đông giáp dãy núi Hoành Đoạn.

Cao nguyên Tây Tạng có môi trường tự nhiên phức tạp, địa hình địa mạo đa dạng, về cơ bản có thể chia làm 6 loại hình là núi rất cao, núi cao, núi vừa, núi thấp, gò đồi và đồng bằng. Ngoài ra, còn có địa hình rìa băng (en), địa hình karst, địa hình phong sa, địa hình núi lửa, độc lạ đa dạng, muôn màu muôn vẻ.

Cao nguyên Tây Tạng nằm ở vĩ độ giữa của Bắc Bán cầu , diện tích hơn một triệu kilômét vuông, cao trung bình 4.000 mét so với mặt nước biển, nằm ở phía tây nam của lục địa Á châu, toạ độ địa lí ước lượng là 26°52′—36°32′B, 78°24′—99°06′Đ. Phía đông giáp Tứ Xuyên, phía tây liền kề cao nguyên Kashmir, phía bắc dựa vào dãy núi Côn Lôn - dãy núi Tanggula, phía nam bắc ngang dãy núi Himalaya cao trung bình trên 6.000 mét so với mặt nước biển. Tây Tạng được bao bọc bởi nhiều dãy núi cực kì to lớn, sông chảy xiết vô kể, rất nhiều hồ chằm, do địa mạo phức tạp nên đã hình thành loại hình khí hậu cho mỗi khu vực đặc thù.